# وادیم یملیانوف
وادیم یملیانوف (روسی: Вадим Михайлович Емельянов؛ ۲۵ آوریل ۱۹۴۲ – ۲۷ مه ۱۹۷۷ (aged 35)) ورزشکار بوکس اهل اتحاد جماهیر شوروی سوسیالیستی بود.
وی در مسابقات کشوری و بین‌المللی در مجموع برندهٔ ۱ مدال برنز شده‌است.